# كلاوديو بيلوكي
كلاوديو بيلوكي (بالإيطالية: Claudio Bellucci)‏ (مواليد 31 مايو 1975 في روما - إيطاليا) هو لاعب كرة قدم إيطالي سابق لعب في مركز المهاجم كما يجيد اللعب في مركز الوسط المهاجم والجناح الأيسر.